# Еркюль Пуаро
Еркюль Пуаро (англ. Hercule Poirot) — літературний персонаж відомої англійської письменниці Агати Крісті, один з найвідоміших вигаданих детективів. Є головним героєм 33-х романів та 51-го оповідання, які написані між 1920 і 1975 роками, і поставлених за ними фільмів, телесеріалів, театральних і радіопостановок. Пуаро, поряд з міс Марпл, є одним із двох головних персонажів творів Агати Крісті.

## Зовнішній вигляд і особисті якості
Пуаро невеликого зросту, з яйцеподібною головою, чорним волоссям, яке з віком він починає фарбувати (деякі його екранні втілення зображені лисіючих або лисими), «котячими очима», суворо доглянутим одягом і взуттям (часто шкіряними туфлями) і вусами, що є предметом його неабиякої гордості. Манера Пуаро одягатися з роками виявляється застарілою. Пуаро завжди тримає своє помешкання в чистоті. У його домі панує ідеальний порядок, і все стоїть на своїх місцях. Його одяг завжди чистий, на ньому немає ні єдиної порошинки. Ця майже маніакальна пристрасть до порядку допомагає йому і в розкритті злочинів. Пуаро дуже пунктуальний, носить з собою кишеньковий годинник.
Пуаро не відрізняється скромністю і відкрито називає себе великою людиною. Розслідування він намагається завершити драматичним фіналом, іноді навіть з театральними елементами.
Розкриваючи в процесі розслідування сімейні драми і любовні таємниці, навіть деякі незначні злочини, він робить їх надбанням громадськості тільки за крайньої необхідності.
За весь час проживання в Англії Пуаро жодного разу не цікавився жінками. Він сам казав, що жінки його слабкість, але він ні в кого не закохувався. Детектив закохався лише одного разу в Бельгії, коли був молодим і працював у поліції, але цей роман був невдалим.
Пуаро володіє чистою англійською мовою, але іноді говорить із сильним акцентом. Це він пояснює в романі «Трагедія у трьох діях»: коли він говорить із сильним акцентом, всі починають думати, що це простий іноземець, який навіть не вміє говорити англійською, і не звертають на нього уваги. Це допомагає Пуаро зловити вбивцю, не злякавши його.

## Життя та діяльність
Є багато версій щодо появи імені Еркюль (французька форма від «Геркулес»): вказували на Еркюля Попо — образ місіс Марі Беллок Лаундс, інші говорили про Еркюля Фламбо Гілберта Честертона; прізвища Пуаро: «Мосьє Пуаре, відставного бельгійського поліцейського, який живе в Лондоні» Френка Еванса Хауел, «Пуаро» по-французьки також співзвучно з «цибулею».
Пуаро — бельгієць-емігрант, колишній поліцейський. Короткий уривок з роману Велика четвірка описує походження Пуаро або принаймні дитинство в місті Спа і рішуче стверджує, що «тихий спуск у Арденнах» біля Спа є місцем будинку сім'ї Пуаро. Письменниця чітко не описує дату його народження та вік. Це був персонаж, який не старішав, хоча в книгах проходили роки й десятиліття.
Альтернативною є думка, що він народився в бельгійському місті Еллецельс 1 квітня 1850 року. Однак неможливо знайти підтвердження цьому в жодному романі Крісті.
Він покинув рідну країну, коли вона була окупована німецькими військами. У першій книзі про нього, яка була взагалі першим романом письменниці, «Загадкова подія в Стайлзі», пояснено, чому такий досвідчений детектив не має роботи й перебуває в сільській місцевості — адже Бельгія під час дії і написання роману (1916 рік, опублікований в 1920) була окупована Німеччиною. Агата Крісті писала у своїй «Автобіографії», що в місті Торкі, де вона жила, було багато бельгійських емігрантів.
На батьківщині він працював полісменом, приїхавши у Англію, не зміг влаштуватися на роботу, тому відкрив власну справу. Разом зі своєю секретаркою міс Лемон працював як приватний детектив. Дія багатьох романів починається саме в його детективному агентстві. Останні його справи, над якими він працював як приватний детектив, описані у збірці новел «Подвиги Геракла». Надалі його приватне детективне агентство не згадувалося. Однак Пуаро все одно виступає саме як професійний приватний детектив, а не як любитель.
Пуаро стає знаменитим на всю Англію, виконуючи навіть розслідування державної важливості. Він розкриває безліч справ і майже ніколи не помиляється. Єдиної поразки він зазнав у Бельгії в 1893 року, що Агата Крісті описала в оповіданні «Коробка шоколаду» і згадала в романі «Загадка Ендхауза». Кілька разів Пуаро намагається «піти зі сцени», але злочини наздоганяють його скрізь, де б він не з'явився.
Найбільшою біографічною загадкою є вік Еркюля Пуаро. Коли він приїхав у Англію, він вже був «чоловіком у розквіті сил». Десятиліття йдуть один за одним, а він усе ще повен сил. Події романів Агати Крісті відбуваються в той же час, коли вони були написані, якщо інше спеціально не зазначено. Формально Пуаро проіснував 125 років, померши лише 6 серпня 1975 року. Еркюль Пуаро став єдиним вигаданим персонажем, на якого був наданий некролог на першій сторінці «Нью-Йорк Таймс»: «6 серпня 1975. Помер Еркюль Пуаро, відомий бельгійський детектив».
Ще 1930 року Агата Крісті назвала Пуаро «нестерпним», а 1960-го «мерзенним, бундючним, втомливим, егоцентричним, малорухливим». Але читачі любили його, і Крісті не покидала персонаж, вважаючи це своїм обов'язком перед ними. Пуаро вмирає тільки за рік до смерті Агати Крісті в романі «Завіса», опублікованому 1975 року. Дія проходить у Стайлзі, там же де почалася його тріумфальна кар'єра в Англії.
Є дані про те, що романи, у яких описувалася смерть Еркюля Пуаро та Міс Марпл були написані Агатою Крісті ще в 1940-х роках. Вона не була впевнена, що виживе у Другій Світовій війні й не бажала, щоб хтось після її смерті взяв на себе «зобов'язання» продовжувати писати про видатних детективів, якими захоплювався весь світ.

## Метод
Ім'я Еркюль походить від античного героя Геркулеса (Геракла), але, якщо перший робить свої подвиги завдяки неймовірній фізичній силі, то Пуаро за допомогою «маленьких сірих клітинок» мозку.
Метод Пуаро полягає в тому, щоб ув'язати всі факти, якими б незначними вони не здавалися, в єдину картину. Він здатний запам'ятовувати дрібні деталі свідчень очевидців, і саме ці деталі приводять його до правильного розв'язку задачі. Прагнення до істини і відсутність скрупульозності дозволяє йому ритися в чужих речах, читати чужі листи та підслуховувати розмови. Гастінгс, як типовий англійський джентльмен, завжди протестує проти подібних методів. Пуаро також любить проводити психологічні експерименти. Такі досліди не раз дозволяли йому вирахувати вбивцю. Пуаро говорить про роль детектива:
|  | Експерти збирають факти, а роль детектива — розгадати злочин методом логічної дедукції, правильно відновити ланцюг подій, пов'язавши їх з доказами. Але понад усе — зрозуміти психологію злочинця. |

А в романі «Драма в трьох актах» Пуаро говорить:
|  | Відтворити картину злочину — ось мета детектива. Для цього необхідно складати відомі вам факти так, ніби ви будуєте картковий будиночок. Якщо якийсь факт не лягає в потрібне місце, - якщо карта не зберігає рівноваги, - треба починати спочатку, або вся ваша побудова завалиться. |

## Супутники
Часто Пуаро супроводжує капітан Гастингс (у 8 романах до 1940 року і більшості оповідань). Пуаро розслідує багато злочинів наодинці, але іноді його супроводжують міс Лемон, Аріадна Олівер або старший інспектор Джепп. В одному з романів супутником Пуаро стає персонаж, який, виявляється, і був убивцею. У романах «Карти на стіл», «Смерть на Нілі» та деяких інших Пуаро веде справу з іншими героями Крісті. У романах «Трагедія в трьох актах» і «Годинник» Пуаро виступає не в головній ролі, але саме він розгадує загадку в кінці.

### Капітан Артур Гастингс
У першій же книзі Пуаро зустрічається з капітаном Гастингсом, з яким він познайомився ще раніше в Бельгії, і вони стають друзями. Присутній Артур Гастингс і в останній книзі за участю Еркюля Пуаро «Завіса», де стає головним героєм і розкриває таємницю сюжету вже після смерті великого детектива.
Артур Гастингс — військовий у відставці, галантний сентиментальний джентльмен, справжній представник Англії свого часу; має розвинену уяву, мужній і вірний друг Пуаро. Вважає, що «непогано розуміє жінок», однак, найчастіше обманюється у своїх очікуваннях; практично в кожній книзі зустрічає жінку, до якої відчуває почуття від симпатії і співчуття до закоханості і навіть кохання («Вбивство на полі для гольфу»). Пуаро вважає Гастингса не надто кмітливим, але корисним своєю здатністю «спотикатися» об правду.
Наприкінці роману «Мовчазний свідок» капітан бере собі тер'єра, названого Бобом. Гастингс одружується на молодій співачці Далсі Дювін («Вбивство на полі для гольфу») і їде з нею в Аргентину, де у них народжуються два хлопчики і дві дівчинки. Іноді він приїжджає до Англії у справах, і відвідати Пуаро. Його дружина вмирає перед дією «Завіси», там же з'являється його доросла дочка Джудіт.

### Аріадна Олівер
Аріадна Олівер супроводжує Пуаро майже у всіх пізніших романах Крісті. Вона замінює Гастингса і замість нього робить традиційний детективний прийом: каже що-небудь, що випадково підказує Пуаро правильне рішення. Вперше зустрічається з Пуаро в романі «Карти на стіл», а остання книга, в якій присутня місіс Олівер — «Слони вміють пам'ятати».
Детективна письменниця Аріадна Олівер, яка написала більше п'ятдесяти шести романів, була для Агати Крісті самокарикатурою. Головний її герой, фін Свен Гьерсон, вже порядно набрид їй, але вона продовжує писати про нього, догоджаючи читачам і видавцям. Пуаро ніколи не цікавився її творчістю. Відомо, що вона ненавидить алкоголь і публічні виступи і обожнює яблука; часто змінює зачіску, головні убори та одяг.

### Старший інспектор Джепп
Старший інспектор Скотленд-Ярду Джепп присутній майже у всіх ранніх романах про Пуаро. Він зазвичай нічим не допомагає детективові, а тільки веде офіційне розслідування. Вперше з'являється в романі «Загадкова подія в Стайлзі». З Пуаро вони познайомилися ще в Бельгії. У деяких творах роль старшого інспектора обмежується тим, що він заарештовує викритого вбивцю. Останній роман, в якому він з'являється, — це «Раз, два — пряжку застібни».

### Міс Лемон
Міс Лемон — секретарка Пуаро. З'являється далеко не у всіх романах. Роль міс Лемон незначна. Пуаро, маючи детективне агентство, повинен мати і секретаря. Іноді відіграє важливу роль у розслідуваннях, допомагаючи Пуаро не тільки як секретар.